# Anticoreura superbior
Anticoreura superbior är en fjärilsart som beskrevs av Embrik Strand 1912. Anticoreura superbior ingår i släktet Anticoreura och familjen tandspinnare. Inga underarter finns listade i Catalogue of Life.